# Discover Card
La Discover è una carta di credito, presente principalmente negli Stati Uniti d'America. Fu originariamente introdotta dalla Sears nel 1985 e fu parte della Dean Witter e della Morgan Stanley fino al 2007, quando la Discover Financial Services divenne una società indipendente. Novus, uno dei grandi centri di elaborazione, era un partner dell'azienda. Il logo Novus da allora fu ritirato e fu sostituito dal logo Discover Network.
Il 23 agosto 2006, Discover Bank ha annunciato un'alleanza con la Japan Credit Bureau. Le due compagnie hanno siglato un accordo a lungo termine che sta portando ad unificare i 2 circuiti rendendo maggiore la copertura.
La maggior parte delle carte con marchio Discover sono emesse dalla Discover Bank. Le transazioni con carte Discover vengono elaborate tramite la rete di pagamento Discover. A febbraio 2006, la società ha annunciato che incomincerà ad offrire carte di debito Discover Debit alle banche, reso possibile grazie al sistema di pagamento Pulse, che Discover ha acquisito nel 2005.